# Grafschaft Salm (Obersalm)
Grafschaft Salm, auch Obersalm oder Obere Grafschaft Salm, nach 1623 gefürstete Grafschaft Salm, Fürstentum Salm und Fürstentum Salm-Salm, französisch Principauté de Salm-Salm und Salm-en-Vosges, waren Namen der unter Heinrich von Salm und seinen Nachfolgern entstandenen Grafschaft und des späteren Fürstentums in den Vogesen.
Im Jahr 1163 ging das Gebiet durch Realteilung aus der in den Ardennen gelegenen niedersalmischen Grafschaft Salm hervor. Das Heilige Römische Reich ordnete das reichsunmittelbare, bis 1654 nicht reichsständische Territorium ab 1500 dem Oberrheinischen Reichskreis zu. Als Kaiser Ferdinand II. am 8. Januar 1623 den Rheingrafen Philipp Otto zu Salm in den Reichsfürstenstand erhob, wurde das Land ein Fürstentum („gefürstete Grafschaft Salm“). Ab 1766 als eine Exklave des Heiligen Römischen Reichs von Frankreich umgeben, ging das Fürstentum nach der Französischen Revolution (1789) als eigenständiges Herrschaftsgebiet unter. 1793 annektierte die Französische Republik das Land.

## Geschichte
Im Jahr 1111 wurde Hermann II., Sohn des römisch-deutschen Gegenkönigs Hermann von Salm aus dem Adelsgeschlecht Salm, urkundlich als Vogt der um 640 gegründeten, 661 von Childerich II. mit Grundbesitz ausgestatteten Abtei Senones genannt. Diese einflussreiche erbliche Stellung, die seinem Prestige als Großneffe des 1072 verstorbenen Metzer Bischofs Adalbero III. von Luxemburg zugeschrieben wird und die durch seine Ehe mit Agnes von Bar, der Tochter von Dietrich von Mousson, dem Grafen von Bar, verstärkt wurde, verschaffte ihm und seinen Söhnen die Möglichkeit, eigene Ländereien aus dem Abteibesitz von Senones zu erwerben. Durch geschickte Heiratspolitik kamen weitere Territorien hinzu. Dynastensitze Obersalms waren die um 1200 errichtete Burg Salm auf einem Ausläufer der Tête Pelée bei La Broque sowie die Burg Langstein bei Pierre-Percée, die schon im 12. Jahrhundert durch Heirat zur Grafschaft Salm gekommen war.
Der Sohn Hermanns II., Heinrich I. († vor 1174), teilte seinen Besitz im Jahre 1163 auf: Sein Sohn Heinrich II. († 1200) erhielt Obersalm, sein Schwiegersohn Friedrich II. von Vianden aus dem Geschlecht der Spanheimer, Ehemann von Elisabeth von Salm, erhielt Niedersalm (Altsalm). Fortan entwickelten sich die salmischen Länder in Ardennen (Niedersalm) und Vogesen (Obersalm) voneinander getrennt.
Unter den Söhnen von Johann III. von Salm († 1431) kam es 1449 zur Erbteilung Obersalms: Simon III. († 1475) und Johann IV. († 1485) teilten die Grafschaft zur Hälfte untereinander auf. Als Simons Erbe Jakob 1475 kurz nach seinem Vater starb, fiel Simons Hälfte der Grafschaft an Johannette († 1496), Schwester Jakobs und Ehefrau des Wild- und Rheingrafen Johann von Dhaun-Kyrburg († 1495), sowie deren Nachkommen, die sich Grafen von Salm nannten. Etwa 1540 führten diese die Reformation ein.
Aus Johanns Hälfte der Grafschaft Obersalm kam im 17. Jahrhundert als Erbe von Christine von Salm, einer Tochter von Paul zu Salm-Badenweiler († 1584) und Ehefrau von Franz II. von Lothringen, an Karl IV., den Herzog von Lothringen, der die Souveränität über sein Land im Dreißigjährigen Krieg an Frankreich verlor. Ein Teilungsvertrag von 1598, der in Ergänzung zum Heiratsvertrag Christines zwischen Lothringen und Salm geschlossen worden war, bestimmte dabei unter anderem ein Kondominium von Lothringen und Salm über Christines künftige Erbmasse. 

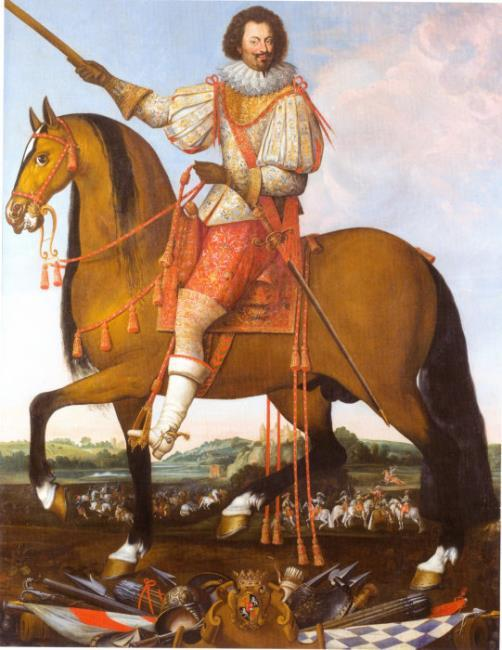
Reiterporträt von Philipp Otto zu Salm, 1622/23 gemalt von Claude Deruet, Museum Wasserburg Anholt

In Simons Hälfte von Obersalm trat 1608 mit Wild- und Rheingraf Philipp Otto zu Salm, der 1591 zum Katholizismus konvertiert war, eine militärische Persönlichkeit die Herrschaft an. Er war Sohn von Friedrich von Salm-Neufville (1547–1608), Rheingraf zum Stein, aus dessen erster Ehe mit Franziska von Salm-Badenweiler (1545–1587) und regierte später gemeinsam mit seinem Halbbruder Friedrich Magnus zu Salm, welcher im Achtzigjährigen Krieg und im Holländischen Krieg für die Republik der Vereinigten Niederlande focht. Als Generalleutnant der deutschen Truppen in der französischen Armee und als kaiserlicher Feldmarschall diente Philipp Otto gleichzeitig dem römisch-deutschen Kaiser Rudolf II. und dem französischen König Ludwig XIII. Um Philipp Otto stärker an das Haus Habsburg zu binden, erhob ihn Kaiser Ferdinand II. für Verdienste im Kampf gegen die Schweden am 8. Januar 1623 zum Reichsfürsten. Am 28. November 1624 erging der gegenreformatorische Befehl Ferdinands an Obersalm, den dort verbreiteten Calvinismus abzulegen, ein kaiserliches Mandat, das wegen des Kondominiums Philipp Ottos mit seinem lutherisch erzogenen Halbbruder Friedrich Magnus auf Schwierigkeiten stieß.
Nach anfänglicher Weigerung, den salmischen Fürsten in den Reichsfürstenrat aufzunehmen, konnte erst Philipps zweitgeborener Sohn Leopold Philipp Karl zu Salm aufgrund kaiserlichen Dekrets vom 26. Februar 1654 sich auf der Fürstenbank des Reichstags mit einer Virilstimme vertreten lassen. Die Virilstimme teilte er sich aufgrund des Kondominiums mit seinem Onkel Friedrich Magnus und dessen Nachfolgern. Indem er Anna Maria, die Nichte des elsässischen Landvogts Johann Jakob von Bronckhorst-Batenburg und Erbtochter des Grafen Dietrich IV. von Bronckhorst-Batenburg (1578–1649) heiratete, erwarb Leopold Philipp Karl durch Ehevertrag vom 5. Dezember 1645 die Herrschaft Anholt in Westfalen.
Leopold Philipp Karls Sohn Karl Theodor Otto zu Salm trat 1663 sein obersalmisches Erbe an. Nachdem dieser sich 1683 bei der Zweiten Wiener Türkenbelagerung ausgezeichnet hatte, stieg er zum kaiserlichen Kavallerie-General auf und nahm als solcher an der Belagerung von Ofen (1684/1686) teil. Unter Kaiser Leopold I. führte ihn sodann eine Karriere am Wiener Hof, die er ab 1785 als Ajo des Thronerben Joseph beschritt, 1692 in die Position eines kaiserlichen Konferenzrats. Nachdem sein Zögling Joseph die Herrschaft als römisch-deutscher Kaiser angetreten hatte, wurde Karl Theodor Otto Obersthofmeister und Leiter der Geheimen Konferenzen. In zweiter Ehe heiratete er Luise Marie von der Pfalz, eine Tochter des Prinzen Eduard von der Pfalz und dessen Gattin Anna Gonzaga. Aus dieser Verbindung ging 1674 mit Ludwig Otto zu Salm ein letzter Stammhalter des 1475 entstandenen rheingräflichen Zweigs des Adelsgeschlechts Salm hervor.
Während der Regierungszeit Karl Theodor Ottos erhob der französische König Ludwig XIV. im Rahmen seiner Reunionspolitik mehrfach Besitzansprüche auf Obersalm. Durch Beschluss seiner Reunionskammer Metz vom 6. Juni 1680 ließ er Obersalm wegen widerrechtlicher Aneignung von Besitztümern zu einem Lehen des Bistums Metz erklären. Dieses Bistum stand seit dem Westfälischen Frieden unter französischer Souveränität. Bereits 1670 im Holländischen Krieg, dann erneut im Reunionskrieg und im Pfälzischen Erbfolgekrieg ließ Frankreich unter anderem Lothringen und Obersalm besetzen. Erst 1697, durch Art. XXVI des Friedens von Rijswijk, zu dessen Verhandlungen Karl Theodor Otto sich durch einen Gesandten hatte vertreten lassen, wurde Obersalm restituiert. Durch Vergleich vom 3. März 1709 einigte sich das ebenfalls restituierte Lothringen mit Obersalm auf die Fortsetzung des im Teilungsvertrag von 1598 vorgesehenen Kondominiums mit gewissen Modifikationen.     
Ludwig Otto vermählte sich um 1700 mit Albertine Johannette von Nassau-Hadamar. Da diese jedoch nur Töchter gebar, fiel das Fürstentum Salm nach seinem Tod (1738) durch Familienvertrag 1744 an den nächsten Verwandten, an Nikolaus Leopold zu Salm-Hoogstraten, den Urenkel von Friedrich Magnus zu Salm sowie Enkel von Karl Florentin zu Salm und Stammvater der flämischen Linie des Hauses Salm. Nikolaus Leopold hatte am 25. März 1719 auf Burg Anholt Ludwig Ottos älteste Tochter Dorothea Franziska Agnes (1702–1751) geheiratet. Durch diese Vereinigung zweier salmischer Linien begründete er das Haus Salm-Salm. In einem Übereinkommen vom 21. Dezember 1751, das 1752 ratifiziert wurde, einigte sich Nikolaus Leopold mit dem lothringischen Herzog Stanislaus I. Leszczyński und dem französischen König Ludwig XV. in der Angelegenheit des lothringisch-obersalmischen Kondominiums auf eine Teilung der betreffenden Gebiete entlang des Flusses Plaine und weiterer Grenzzüge, die bereits in Verträgen von 1598 und 1709 festgelegt worden waren. Nikolaus Leopold ließ sodann seine obersalmische Residenz von Badenweiler, das durch die Teilung an Lothringen abgetreten worden war, nach Senones verlegen. Bis 1754 wurde dort ein neues Schloss errichtet. Mit dem Tod Stanislaus I. (1766) fielen die lothringischen Teile Obersalms schließlich an das Königreich Frankreich, wodurch das restliche Obersalm eine von französischem Staatsgebiet umschlossene Exklave wurde.
Als 1770 Nikolaus Leopold in Hoogstraten starb, sollte nach dessen Testament der zweitgeborene Sohn Maximilian zu Salm-Salm  das Erbe antreten, weil der erstgeborene Sohn Ludwig in den geistlichen Stand eingetreten war. Da Nikolaus Leopold somit aber vom Hausrecht abgewichen war, das eine Primogenitur vorsah, kam es über die Frage der Erbfolge zu einem Familienstreit und zu einer Klage vor dem Reichsgericht. Der Streit konnte am 2. Juli 1771 durch einen Familienfideikommiss außergerichtlich beigelegt werden. Demnach konnte Ludwig, der mittlerweile aus dem geistlichen Stand ausgetreten war, als Fürst zu Salm-Salm die Regierung in Obersalm antreten, während sein Bruder Maximilian Titel, Rechte und Einkünfte aus dem Herzogtum Hoogstraten erhielt. Weil Maximilian schon 1773 starb, erbte Ludwig auch dessen Besitz.

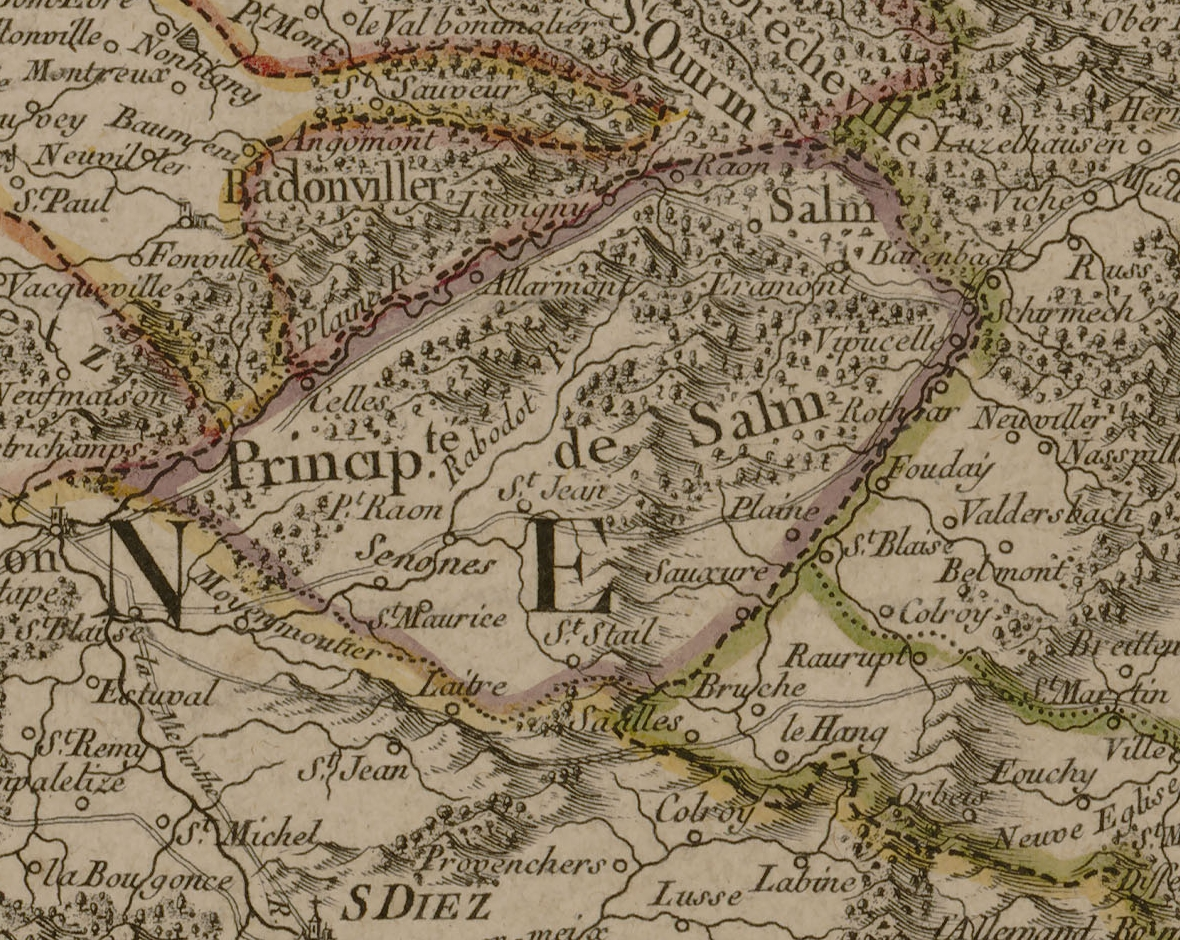
Charles François Delamarche (1740–1817): Carte de la Principauté de Salm, 1784

Frankreich im Jahr 1789: Das Fürstentum Salm-Salm (Nr. 37) ist als Exklave von französischem Staatsgebiet umgeben.

Mit dem Tod Ludwigs 1778 fiel das gesamte Erbe Konstantin zu Salm-Salm zu, der zu diesem Zeitpunkt allerdings noch nicht volljährig war. Seine Minderjährigkeit hinderte Konstantin nicht daran, die testamentarisch verfügte Vormundschaft seiner Mutter und seines Onkels, des Bischofs Wilhelm Florentin von Salm-Salm, aufzukündigen und die Regierungsgeschäfte selbst zu übernehmen. Durch kaiserliches Dekret vom 25. Juli 1783 ließen die Vormünder die Regierung Konstantins für nichtig erklären. Da Konstantin noch im selben Jahr die Volljährigkeit erreichte, blieb das Dekret weitgehend wirkungslos.
Durch Austausch einiger Mitarbeiter in der Verwaltung machte sich Konstantin bald unbeliebt. Insbesondere ernannte er Peter Franz Noël, einen Juristen vom Reichskammergericht und Professor für deutsches Staatsrecht an der Universität Trier, als neuen Intendanten für seine Verwaltung. Dieser drängte darauf, dass Juristen des salmischen Staatsdienstes die deutsche Sprache beherrschen und einen einjährigen Besuch einer deutschen Universität einschließlich hinreichender Kenntnisse im deutschen Staatsrecht nachweisen sollten. Am 24. Februar 1790 ließ Konstantin die Abtei Senones säkularisieren, woraufhin das Kapitel protestierte und mit aufschiebender Wirkung beim Reichsgericht Klage einreichte.
Die Französische Revolution verbreitete Ideen von bürgerlicher Freiheit und Volkssouveränität auch im Fürstentum Salm. Es kam zu Handlungen gegen Gesetz und öffentliche Ordnung, insbesondere zu Wald-, Jagd- und Zollfrevel. Die Situation spitzte sich weiter zu, so dass Noël als Kopf der verhassten fürstlichen Regierung im März 1790 nach Wetzlar floh. Einige Tage später wich auch Fürst Konstantin auf seine Residenz in der westfälischen Herrschaft Anholt aus. Nachdem die Spannungen sich ein wenig gelegt hatten, kehrten er und Noël wieder in das Fürstentum zurück. Endgültig verließen der Fürst und sein Hof das Land jedoch am 15. August 1791, weil sich gezeigt hatte, dass die fürstliche Herrschaft nicht wiederherzustellen war.
Am 8. Dezember 1792 beschloss der französische Nationalkonvent einen Handelsboykott gegen das Fürstentum Salm. Bei Todesstrafe war es verboten,  Getreide einzuführen. Gegenvorstellungen, die Vertreter des Fürstentum beim Nationalkonvent vorbrachten, wurden auf Antrag des Bericht erstattenden Abgeordneten Lazare Nicolas Marguerite Carnot am 16. Februar 1793 abgewiesen. Unter dem Eindruck dieser Ereignisse und einer drohenden Hungersnot stimmten Vertreter der obersalmischen Gemeinden am 21. Februar 1793 einer geforderten Vereinigung des Fürstentums mit der französischen Republik zu. Daraufhin beschloss der Nationalkonvent am 3. März 1793 die Annexion. Ein Dekret verfügte noch im selben Monat die Einverleibung des neuen Gebiets in das Département Vosges. Am 17. März 1793 wurden die obersalmischen Untertanen als Bürger Frankreichs auf die Republik vereidigt. Am 22. März 1793 ließen Kommissare des Nationalkonvents, darunter der Abgeordnete Georges Couthon, die salmischen Wappen abnehmen sowie Abtei und Archive beschlagnahmen. Gegen die Annexion protestierte der Fürst durch ein Memorandum, das er am 29. März 1793 an den Reichstag des Heiligen Römischen Reichs richtete.

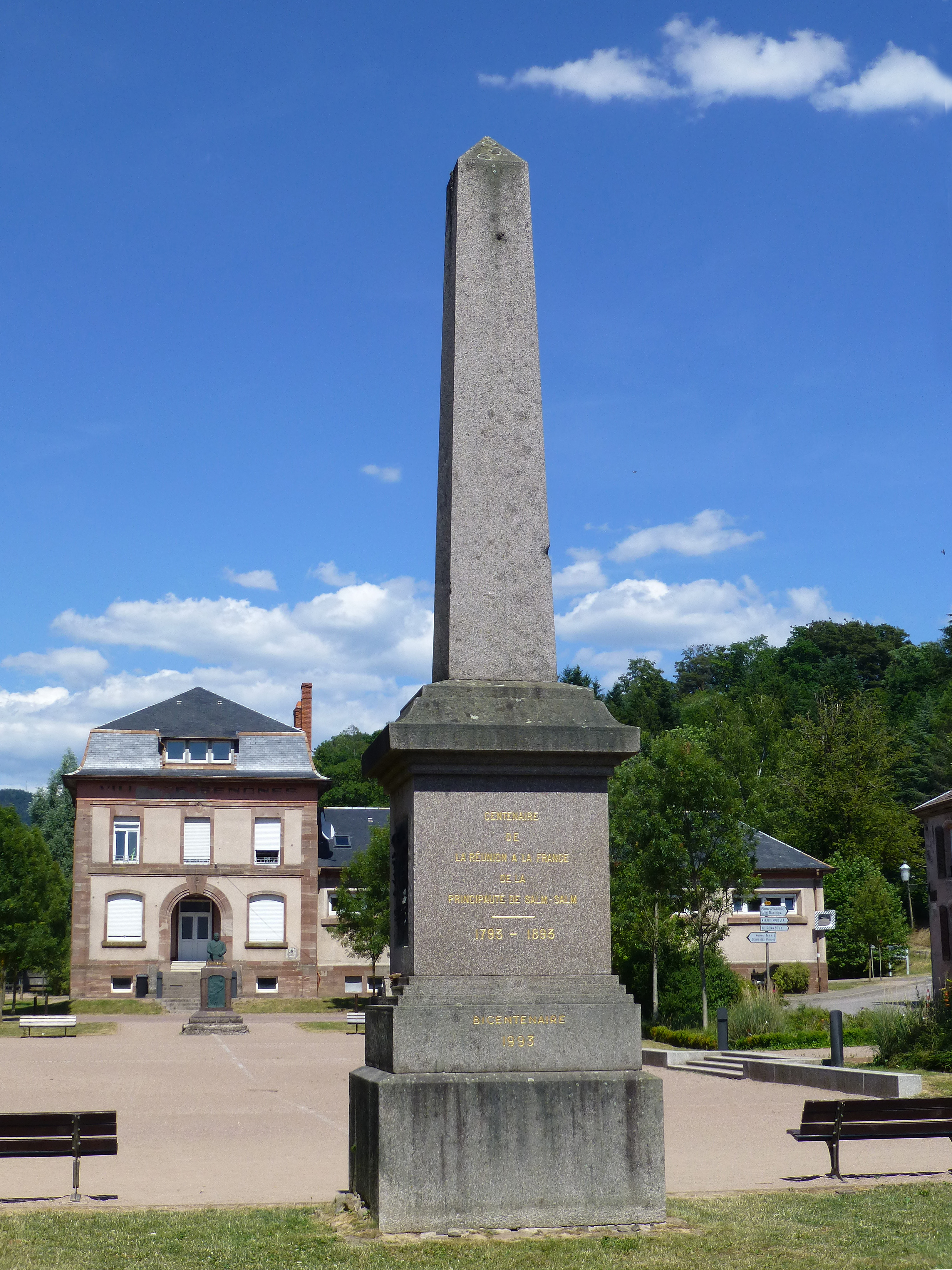
In Senones 1893 errichteter Obelisk zum 100-jährigen Gedenken „de la Réunion a la France de la Principauté de Salm-Salm“

Im Frieden von Lunéville vom 9. Februar 1801 bestätigte das Heilige Römische Reich die französische Annexion Obersalms. Dessen Kaiser Franz II. hatte nach Niederlagen im Ersten Koalitionskrieg Frankreich in Geheimartikeln zum Frieden von Campo Formio bereits 1797 zugesichert, dass das linke Rheinufer die neue Ostgrenze Frankreichs werden solle. Über die endgültigen Regelungen, einschließlich einer Entschädigung der durch die Grenzziehung „depossedierten“ Fürsten, sollte der Rastatter Kongress ab 1797 eine Einigung herbeiführen. Da dieser Kongress aber 1799 wegen des Ausbruchs des Zweiten Koalitionskrieges abgebrochen werden musste, kam es erst 1802 zu neuen Überlegungen, die in den Reichsdeputationshauptschluss vom 25. Februar 1803 mündeten. Im Rahmen dieses Gesetzes verfügte eine vom Heiligen Römischen Reich einberufene Reichsdeputation auf der Grundlage eines russisch-französischen Plans in § 3 unter anderem, dass Fürst Konstantin als Entschädigung für die Annexion seines Fürstentums zwei Drittel der Ämter Ahaus und Bocholt des durch Säkularisation untergegangenen Hochstifts Münster erhalten sollte. Diese neuen Territorien schlossen unmittelbar östlich an die seit 1645 salmische Herrschaft Anholt in Westfalen an. Mit den Vormündern des noch minderjährigen Wild- und Rheingrafen Friedrich IV. von Salm-Kyrburg, einem entfernten Verwandten aus der unter Karl Florentins Sohn Heinrich Gabriel zu Salm (1674–1716) entstandenen Linie Salm-Leuze, der durch den Reichsdeputationshauptschluss ein Drittel der genannten münsterischen Ämter erhalten hatte, ließ Fürst Konstantin aus alten und neuen Beamten eine „Fürstlich Salmisch Gemeinschaftliche Regierung“ konstituieren und regierte das westfälische Fürstentum Salm bis zu dessen französischer Annexion im Jahr 1811 als Kondominium.